# سيدني باول
سيدني كاثرين باول (ولدت في 1 مايو 1955) هي محامية أمريكية ومدعية عامة فيدراليةسابقة. في أغسطس 2023، تم توجيه الاتهام إليها مع دونالد ترامب وثمانية عشر شخصًا آخرين في قضية الانتخابات في جورجيا. وفي أكتوبر 2023، اعترفت بالذنب في ست تهم جنحية تتعلق بالتآمر للتدخل عمداً في سير الانتخابات، وحُكم عليها بالسجن لمدة ست سنوات تحت المراقبة، مع موافقتها على الشهادة ضد المتهمين الآخرين.
قبل دخولها عالم السياسة، عملت باول كمساعدة للمدعي العام للولايات المتحدة في المنطقة الغربية من تكساس. اكتسبت شهرة واسعة بسبب ملاحقتها لتهريب المخدرات، وخاصة في قضية جيمي تشاجرا، وبصفتها مستشارة خاصة، قامت بالدفاع عن كبار المسؤولين التنفيذيين في شركة ميريل لينش في القضايا المتعلقة بفضيحة إنرون.
في وقت لاحق من مسيرتها المهنية، بدأت باول في الترويج لنظريات المؤامرة. دافعت باول عن الفريق المتقاعد مايكل فلين في قضية الولايات المتحدة ضد فلين، مدعية أنه تم الإيقاع به من خلال عملية سرية من "الدولة العميقة"، وقامت بالترويج لشخصيات وشعارات مرتبطة بنظرية "كيوا نون". بعد انتخابات عام 2020، زعمت وجود مؤامرة عالمية للتلاعب بآلات التصويت، على الرغم من عدم وجود أدلة تدعم ذلك. بعد أن اتهمت شركتي تكنولوجيا الانتخابات "دومينيون" و"سمارت ماتيك" بالتورط في مؤامرة لتزوير الانتخابات، قامت الشركتان برفع دعوى قضائية ضدها بتهمة التشهير.
في عام 2020، انضمت باول إلى الفريق القانوني للرئيس ترامب آنذاك في محاولة لإلغاء فوز جو بايدن في الانتخابات الرئاسية لعام 2020. واصل باول رفع الدعاوى القضائية بشكل مستقل وفي النهاية خسر أربع دعاوى قضائية فيدرالية في ميشيغان وجورجيا وأريزونا وويسكونسن . في أغسطس 2021، فرضت القاضية الفيدرالية في ميشيغان ليندا فيفيان باركر عقوبات رسمية على باول وثمانية محامين آخرين مؤيدين لترامب بسبب دعواهم التافهة التي سعوا من خلالها إلى إلغاء خسارة ترامب في الانتخابات. وقد أُمر المحامون بسداد النفقات القانونية التي تكبدها الدفاع، وأوصوا بشطبهم من سجل المحامين. رفعت لجنة تكساس للانضباط القانوني التابعة لنقابة المحامين في تكساس دعوى تأديبية ضد باول، زاعمة أنها انتهكت قواعد السلوك المهني التي تحكم عمل المحامين؛ ولا يزال هذا الإجراء معلقًا.

## حياتها وتعليمها
ولدت سيدني كاثرين باول في الأول من مايو عام 1955، في دورهام، بولاية نورث كارولينا، ونشأت في مدينة رالي، وعرفت منذ سن مبكرة أنها تريد أن تصبح محامية.
تخرجت من مدرسة نيدهيم بروتون الثانوية ودرست في جامعة نورث كارولينا في تشابل هيل، حيث حصلت على درجة البكالوريوس في الآداب.في سن التاسعة عشر، تم قبولها في كلية الحقوق بجامعة نورث كارولينا، حيث تخرجت في عام 1978 بدرجة دكتور في القانون. بدأت حياتها المهنية القانونية كواحدة من أصغر المدعين الفيدراليين في الولايات المتحدة.

## حياتها المهنية
من عام 1978 إلى عام 1988، عملت باول كمساعد للمدعي العام للولايات المتحدة في المناطق الغربية والشمالية من تكساس والمنطقة الشرقية من فرجينيا، حيث تعاملت مع أعمال المحاكمات المدنية والجنائية. تم تعيينها رئيسة لقسم الاستئناف في المنطقة الغربية من تكساس ثم المنطقة الشمالية من تكساس. أسست باول شركتها القانونية الخاصة في عام 1993 في دالاس، تكساس. حوالي عام 2002، بدأت ممارسة المهنة في آشيفيل، كارولاينا الشمالية، ولكنها عادت إلى تكساس في وقت لاحق.

#### محاكمة متهم باغتيال القاضي جون هـ. وود
اشتهر باول باعتباره أحد المدعين العامين في محاكمة جيمي تشاجرا عام 1979، الذي اتُهم باغتيال جون إتش وود الابن، القاضي الفيدرالي من تكساس. تمت تبرئته من تهمة التورط في عملية الاغتيال ولكن تمت إدانته بتهم أخرى. واعترف لاحقًا بدوره في المؤامرة لقتل القاضي.

#### الدفاع عن شركة إنرون
في العقد الأول من القرن الحادي والعشرين، مثل باول الشركات والمديرين التنفيذيين المتورطين في فضيحة إنرون، بما في ذلك شركة المحاسبة آرثر أندرسن والمدير التنفيذي السابق لشركة ميريل لينش جيم براون. كانت منتقدة صريحة لمحاكمات فريق عمل إنرون، واتهمت المدعي العام أندرو فايسمان بالتجاوز. بعد ذلك، كتب باول على نطاق واسع عن الانتهاكات التي ارتكبتها النيابة العامة في كتابه "مرخص للكذب" الصادر عام 2014. وقد لاحظ الكتاب السيناتور أورين هاتش آنذاك، ووصفه بأنه "قوي". وقد ساهمت هذه التجربة في عدم ثقتها بالمؤسسات الحكومية. 

#### تعليقات بخصوص تيد ستيفنز
في قضية "مرخص له بالكذب"، زعم باول أن المدعين في محاكمة الفساد التي خضع لها السيناتور الأمريكي تيد ستيفنز من ألاسكا، والتي عقدت في عام 2008، أمام القاضي الفيدرالي إيميت جي سوليفان|، في المحكمة الجزئية الأمريكية لمقاطعة كولومبيا، حجبوا عمداً "مواد برادي" التي كان ينبغي لهم الكشف عنها للدفاع وأنهم أعادوا روكي ويليامز، الشاهد المصاب بمرض عضال، إلى ألاسكا، ظاهرياً حتى لا تؤدي شهادته إلى تبرئة ستيفنز. وأدين السيناتور بعد ذلك بسبع تهم جنائية تتعلق بالفساد بسبب فشله في الإعلان سنويًا عن الهدايا التي تلقاها من مالك شركة VECO بيل ألين. ومع ذلك، ونظراً للعديد من حالات سوء السلوك من جانب الادعاء، تقدم المدعي العام إريك هولدر بطلب رفض الاتهام قبل النطق بالحكم، وهو ما أدى فعلياً إلى إلغاء الإدانة.

#### الدفاع عن مايكل فلين
بعد نشر كتابها الأول، واصلت باول كتابة مقالات رأي لمواقع الويب ذات التوجه اليميني. في عام 2017، انضم فايسمان إلى التحقيق الذي أجراه المحقق الخاص روبرت مولر ، مما أدى إلى إحياء الاهتمام بكتاب "مرخص للكذب" من قبل نيوت جينجريتش وشون هانيتي. وباستخدام وضعها كمدعية عامة فيدرالية سابقة، أصبحت باول صوتًا رائدًا ضد تحقيق مولر؛ وفي مقال رأي في فبراير 2018، كتبت باول أن الفريق أول المتقاعد مايكل فلين يجب أن "يسحب إقراره بالذنب" لإدلائه بتصريحات كاذبة لمكتب التحقيقات الفيدرالي، مدعيًا "سوء سلوك حكومي صارخ". وقد لاحظ الرئيس دونالد ترامب ظهور باول على قناة فوكس نيوز لمناقشة قضية فلين، وتحدث الاثنان في عدة مناسبات. لجمع الأموال للدفاع عن فلين، تحدثت باول في مؤتمر عقد في نوفمبر 2018، حيث التقت بأشقاء فلين. واتفقوا على أن فلين كان ضحية "مؤامرة الدولة العميقة" وأنه لم يعترف بالذنب إلا لأنه أُرغم على ذلك.
أطلق فلين شركته القانونية كوفينجتون آند بورلينج واحتفظ بباول ليكون محاميه الرئيسي في يونيو 2019. في نفس اليوم الذي تم فيه الكشف عن ذلك، أرسل باول رسالة إلى المدعي العام ويليام بار يطلب فيها "أقصى درجات السرية" وزعم أن محاكمة فلين كانت بسبب "فساد مؤسسات حكومتنا الحبيبة لأغراض تبدو سياسية". ومن بين أمور أخرى، طلبت من بار تعيين شخص من الخارج للتحقيق. وبعد ستة أشهر، عيَّن بار جيفري جينسن لإجراء تحقيق.
قدمت وزارة العدل طلبًا لإسقاط محاكمة فلين إلى القاضي الفيدرالي الرئيس إيميت جي سوليفان في مايو 2020. ولم يمنح سوليفان الاقتراح على الفور؛ وطلب باول في وقت لاحق إصدار أمر قضائي من محكمة الاستئناف الأمريكية لدائرة مقاطعة كولومبيا لإجبار سوليفان على إسقاط القضية. بعد صدور حكم أولي لصالح باول من لجنة مكونة من ثلاثة قضاة في المحكمة، تم استئناف القضية أمام المحكمة الكاملة، والتي رفضت طلب الأمر القضائي في حكم بأغلبية 8-2 وأعادت القضية إلى محكمة سوليفان. كان باول قد زعم أمام المحكمة بكامل هيئتها أن دور سوليفان كان "وزاريًا"، ولم يمنحه أي سلطة تقديرية سوى الامتثال لطلب وزارة العدل، ورد القاضي توماس جريفث على ذلك بقوله: "إنه ليس وزاريًا وأنت تعلم أنه ليس كذلك. لذا فهو ليس وزاريًا، وهذا يعني أن القاضي يجب أن يفكر في الأمر، أليس كذلك؟" كما رفض قضاة آخرون في المحكمة وصف باول لدور القاضي الفيدرالي. بعد أن أصدر ترامب عفواً عن فلين في نوفمبر 2020، رفض سوليفان القضية باعتبارها غير ذات جدوى، على الرغم من أنه صرح بأنه ربما كان سيرفض اقتراح وزارة العدل لو استمرت القضية. وفقًا لمسؤول بوزارة العدل، لم يتم التشاور مع وزارة العدل بشأن العفو.
بعد فترة وجيزة من توليه قضية فلين، اتهم باول وزارة العدل بسوء السلوك في الادعاء ضد فلين؛ وفي حاشية سفلية لمذكرة محكمة في يونيو 2020، وصفت الوزارة مزاعم باول بأنها "لا أساس لها من الصحة ولا توفر أي أساس للطعن في المدعين العامين من مكتب المدعي العام للولايات المتحدة في العاصمة واشنطن".
وُصِف باول بأنه مؤيد لنظريات المؤامرة حول فلين، أي أنه تعرض للإيقاع به من قبل أعضاء " الدولة العميقة " الذين كانوا يحاولون إخراج الرئيس دونالد ترامب من منصبه.

#### الانتخابات الرئاسية 2020
قبل أيام من الانتخابات الرئاسية لعام 2020 ، ادعى دينيس مونتجومري، مصمم البرمجيات الذي لديه تاريخ في تقديم ادعاءات مشكوك فيها، أنه سيتم استخدام برنامج حاسوبي عملاق حكومي لتحويل الأصوات من ترامب إلى بايدن على آلات التصويت. روّج باول لنظرية المؤامرة في برنامج Lou Dobbs Tonight في 6 نوفمبر، ومرة أخرى في 8 نوفمبر 2020، في برنامج ماريا بارتيرومو على قناة Fox Business ، زعم أن لديه "دليلاً على أن هذا هو ما حدث بالضبط".
في العاشر من ديسمبر/كانون الأول، ــ بعد فترة طويلة من بدء المضيفين الآخرين في الضغط عليها لتقديم المزيد من الأدلة ــ واصلت دوبس الثناء عليها."سيدني باول، أشكرك على كل ما تفعله،" "إنه عمل الرب."
وأشارت صحيفة واشنطن بوست إلى أن بارتيرومو طلبت من باول إثبات تفاصيل الاحتيال في التصويت الذي قامت به، بما في ذلك قيام الناخبين المتوفين بإدلاء بأصواتهم، وبطاقات الاقتراع التي لا تحتوي على اسم ترامب، واعتراف موظف البريد بأنه قام بتأريخ بطاقات الاقتراع المرسلة بالبريد لاحقًا. قالت "سيدني، تحدثنا عن برنامج دومينيون". "أعلم أنه كانت هناك مخالفات في التصويت. أخبرني عن ذلك". زعم باول أن عصابة دولية سرية تضم شيوعيين و" عولميين"وجورج سوروس وهوجو شافيز (الذي توفي عام 2013) ومؤسسة كلينتون ووكالة المخابرات المركزية وآلاف المسؤولين الديمقراطيين والجمهوريين — بما في ذلك حليف ترامب آنذاك وحاكم جورجيا براين كيمب — استخدمت آلات التصويت لنقل ملايين الأصوات بعيدًا عن ترامب في الانتخابات الرئاسية لعام 2020. وأكدت أيضًا أن وكالة المخابرات المركزية تجاهلت التحذيرات بشأن البرنامج، وحثت ترامب على إقالة المديرة جينا هاسبيل. وصف كريستوفر كريبس، مدير وكالة الأمن السيبراني وأمن البنية التحتية (CISA)، ادعاء الحاسوب العملاق بأنه "هراء" و"خدعة". وصفت وكالة الأمن السيبراني والبنية التحتية الأمريكية انتخابات عام 2020 بأنها "الأكثر أمانًا في تاريخ أمريكا"، مع "عدم وجود دليل على أن أي نظام تصويت قام بحذف أو فقدان الأصوات أو تغيير الأصوات أو تم اختراقه بأي شكل من الأشكال".

#### فريق شرعية الانتخابات 2020
وفي أعقاب الانتخابات، أنشأ ترامب فريقًا قانونيًا للطعن في شرعية النتائج. في 14 نوفمبر، عيّن ترامب رودي جولياني لقيادة الفريق، مع فيكتوريا توينسينج ، وزوجها جوزيف ديجينوفا، وجينا إليس، وباول كأعضاء في هذا الفريق. قام الفريق برفع العديد من الدعاوى القضائية في العديد من الولايات بسبب مزاعم جمع الأصوات ، والأصوات غير القانونية، وأخطاء الآلات، وإلقاء الأصوات، والأصوات التي تم فرزها في وقت متأخر. ومن غير المعروف على وجه التحديد كيف اكتسب باول مكانته البارزة في الفريق القانوني، حتى بالنسبة لبعض مسؤولي الحملة. وزعم أحد المسؤولين أن باول "حضر ببساطة إلى المقر الرئيسي".
في مؤتمر صحفي عقد في 19 نوفمبر/تشرين الثاني، زعم جولياني وباول وجود حالات متعددة من تزوير الناخبين في ولايات رئيسية.  واستشهدوا بإفادة خطية قدمها راسل رامسلاند،  و إل لين وود نيابة عن حملة ترامب، كدليل على النتائج التي تم التلاعب بها. في مقارنتهم بين الأصوات المدلى بها وإجمالي الناخبين المسجلين في ميشيغان ، أكد باول أنهم وجدوا زيادة في التصويت "تصل إلى 350 بالمائة في بعض الأماكن". ومع ذلك، كان استنتاج الإفادة الخطية خاطئًا لأنه قارن بين إجمالي الأصوات في ميشيغان وبيانات السكان من مينيسوتا (التي اختصاراتها هي MI وMN، وهو مصدر محتمل للخطأ).   وعندما قامت صحيفة واشنطن بوست بفحص الأرقام بشكل مستقل، لم يتم العثور على أي تناقضات بين الناخبين. وعندما سئل في اليوم التالي، وصف وود هذا بأنه "خطأ بسيط" وقال إن الإفادة "سيتم تصحيحها إذا لم يتم تصحيحها بالفعل".
بعد انتهاء فقرة جولياني، صعد باول إلى المنصة وزعم، دون دليل، أن مؤامرة شيوعية دولية لتزوير انتخابات عام 2020 تم تدبيرها من قبل كوبا والصين وفنزويلا وهوغو شافيز وجورج سوروس ومؤسسة كلينتون وأنتيفا. كما زعمت أن شركة دومينيون سيستمز "يمكنها إعداد وتشغيل خوارزمية من المحتمل أن تعمل في جميع أنحاء البلاد لأخذ نسبة معينة من الأصوات من الرئيس ترامب وقلبها للرئيس بايدن".  يبدو أن مصدر العديد من هذه الادعاءات هو منظمة الأخبار اليمينية المتطرفة (OANN).  كما كررت نظرية المؤامرة  التي نشرها عضو الكونجرس لويس جومرت، وOANN وآخرون،مفادها أن نتائج الانتخابات التي أظهرت فوزًا ساحقًا لترامب قد تم إرسالها إلى المكتب الألماني لشركة التصويت الإلكتروني الإسبانية، وبعد ذلك تم الاستيلاء على خادم الشركة في غارة شنها جيش الولايات المتحدة. وقد نفى الجيش الأمريكي وشركة سكيتل هذه الادعاءات؛  ولم يكن لشركة سكيتل أي مكاتب في ألمانيا منذ سبتمبر 2019 ولا تقوم بجمع الأصوات الأمريكية.   في تقرير صدر في مارس 2021، رفضت وزارتا العدل والأمن الداخلي بشكل قاطع الاتهامات بالاحتيال في التصويت من قبل دول أجنبية.  وكتب جوناثان كارل، مراسل شبكة إيه بي سي نيوز السابق في البيت الأبيض طوال فترة رئاسة ترامب، في كتابه الصادر في نوفمبر2021 بعنوان "الخيانة"، أن باول أخبر المسؤول في وزارة الدفاع عزرا كوهين واتنيك أن مديرة وكالة المخابرات المركزية جينا هاسبيل أصيبت وتم احتجازها في ألمانيا أثناء محاولتها استعادة الخادم المزعوم وتدمير الأدلة المزعومة. وطلبت من كوهين واتنيك، الذي عمل سابقًا تحت قيادة فلين في الحكومة، إطلاق مهمة عمليات خاصة للقبض على هاسبيل جسديًا وإجبارها على الاعتراف.
وفي وقت لاحق من مساء يوم 14 نوفمبر/تشرين الثاني، قال المعلق المحافظ كارلسون في برنامجه "تاكر كارلسون تونايت" على قناة فوكس نيوز إنه دعا باول إلى برنامجه لتقديم دليل على ادعاءاتها. وبعد طلبات متكررة، قال إن باول غضبت منه وقالت له إنه يجب أن "يتوقف عن الاتصال بها". واتصل فريق كارلسون بشخصيات أخرى في حملة ترامب قالوا إن باول لم تقدم لهم أدلة على مزاعمها.
في مقابلة مع نيوزماكس في 21 نوفمبر، اتهم باول حاكم جورجيا الجمهوري، برايان كيمب ، بأنه "مشارك في عملية احتيال دومينيون" وأشار إلى مخالفات مالية. كما زعم باول أن الاحتيال كلف دوج كولينز خسارة الانتخابات التمهيدية غير الحزبية ضد كيلي لوفلر في سباق مجلس الشيوخ في جورجيا. كما ادعت أن الحزب الديمقراطي استخدم آلات دومينيون المزورة لهزيمة بيرني ساندرز في الانتخابات التمهيدية لعام 2016، وأن ساندرز علم بذلك لكنه "باع نفسه".  قالت إنها سوف "تفجر" جورجيا بملف قضائي "توراتي". واقترح باول أن المرشحين "يتقاضون أموالاً مقابل التلاعب بالنظام ليعمل لصالحهم". وعلى أساس هذه الادعاءات، دعا باول الهيئات التشريعية للولايات التي يسيطر عليها الجمهوريون في الولايات المتأرجحة إلى تجاهل نتائج الانتخابات وتعيين قائمة من الناخبين "المخلصين" الذين سيصوتون لإعادة انتخاب ترامب،  استنادًا إلى السلطة التي يُفترض أنها تستند إلى المادة الثانية من الدستور.
أصدر جولياني وإيليس بيانًا في 22 نوفمبر يفيد بأن باول كانت "تمارس القانون بمفردها" ولم تكن (أو لم تعد) جزءًا من الفريق القانوني لترامب. وفقًا لصحيفة واشنطن بوست، قطعت حملة ترامب العلاقات مع باول لأنها كانت تعتبر ضارة بالجهود القانونية الأوسع لترامب، ولأن ترامب لم يعجبه التغطية التي تلقتها من برنامج تاكر كارلسون الليلة. ومع ذلك، واصلت لقاء الرئيس في البيت الأبيض. وبعد وقت قصير من الإعلان، غرّد عميلها مايكل فلين بأن تويتر علق حسابها لمدة اثنتي عشرة ساعة، وأنها وافقت على إعلان الحملة وأنها "ستستمر في المسار" لإثبات تزوير الانتخابات.
في 23 نوفمبر، أبلغ المدير التنفيذي لفوكس راج شاه رؤساءه أن موظفي فوكس قد ناشدوا العديد من مصادرها داخل إدارة ترامب "... لإبلاغ المراسلين بأن باول لم تقدم أي دليل على ادعاءاتها ولم تتحدث باسم الرئيس". وعلى الرغم من ذلك، في 24 نوفمبر، انضمت إلى المضيف لو دوبس لإخبار مشاهديه أنه في أريزونا، "... تم إضافة 35000 صوت لكل مرشح ديمقراطي فقط لبدء التصويت. إنه مثل الحصول على 500 دولار من أموال المونوبولي في البداية عندما لم تفعل أي شيء، وكان ذلك للديمقراطيين فقط".
أصدرت شركة Dominion Voting Systems بيانًا يدحض ادعاءات باول بالاحتيال في 26 نوفمبر.
في 16 ديسمبر/كانون الأول، طالب مشروع أمر تنفيذي ترامب بإصدار أمر عسكري بمصادرة آلات التصويت وتعيين مستشار خاص؛ وعندما ظهر المشروع بعد عام، لم يتضح على الفور من الذي صاغه.  وشهد برنارد كيريك حليف ترامب أمام لجنة 6 يناير أن فيل والدرون، مساعد مايكل فلين، هو من ابتكر فكرة الاستيلاء العسكري على آلات التصويت.
انضم باول، الذي سبق أن دعا الرئيس إلى الاستعانة بقانون التمرد لنشر القوات العسكرية، إلى اجتماع في المكتب البيضاوي في 18 ديسمبر/كانون الأول، مع جولياني، وفلين، وبات سيبولوني . وهناك، اقترح ترامب تعيين باول كمستشار خاص للتحقيق في مزاعم تزوير الانتخابات. عارض معظم مستشاري ترامب الفكرة، في حين وصفهم باول بأنهم مستسلمون. وقيل إن الاجتماع كان ساخنًا وشمل اقتراح فلين للرئيس بإعلان الأحكام العرفية.
بحلول ديسمبر 2020، وقع أكثر من 4000 محامٍ على رسالة مفتوحة يطلبون فيها من سلطات التأديب في نقابة المحامين إدانة سلوك باول والتحقيق فيه.
وفي مايو/أيار 2021، واصل باول التعبير عن أمله في عكس نتيجة الانتخابات. وتحدثت في مؤتمر QAnon في دالاس خلال عطلة نهاية الأسبوع التذكارية ، حيث زعمت زوراً أن ترامب "يمكن ببساطة إعادة تنصيبه، وأن يوم تنصيب جديد قد تم تحديده"، مما أثار هتافات من الحضور. كان من المفترض أن يكون تاريخ ذلك هو 13 أغسطس، لكن هذا التاريخ مر ولم يتم إعادة تعيين ترامب.
تم استدعاء باول في يناير 2022 للإدلاء بشهادته أمام لجنة مجلس النواب بشأن هجوم 6 يناير. رفعت دعوى قضائية لمنع نشر سجلات هاتفها.

#### دعاوى انتخابية مستقلة
أثناء عملها مع ترامب، صرحت باول بأنها ستطلق " كراكن "، وهو شعار من فيلم صراع الجبابرة عام 1981، وانتشر التعبير عبر تويتر. بعد أن قطعت حملة ترامب العلاقات مع باول، واصلت رفع دعاوى انتخابية مستقلة في أريزونا وجورجيا وميشيغان وويسكونسن.
وصفت مصادر ملفات باول المتعلقة بالانتخابات بأنها مليئة بـ الأخطاء الفادحة. في دعواها القضائية في جورجيا، ادعت أن خوارزمية كمبيوتر أخذت الأصوات من بايدن وقلبتها لصالح ترامب، ثم عدلت الملف لاحقًا. في مذكراتها المقدمة إلى المحاكم الجزئية في جورجيا وميتشجان، تم كتابة كلمة "المنطقة" بشكل خاطئ بثلاث طرق مختلفة في الصفحات الأولى. كما احتوى ملف باول في ميشيغان على العديد من أخطاء التنسيق وأخطأ في تحديد هوية أحد خبرائها. قال اثنان من الجمهوريين إنهما تم تسميتهما كمدعين في الدعاوى القضائية في جورجيا وويسكونسن على الرغم من عدم منحهما الإذن بإدراجهما (على الرغم من أن أحدهما وافق لاحقًا على البقاء كمدعٍ).
استشهدت دعاوى باول بشاهد مجهول، يشار إليه باسم "سبايدر" أو "العنكبوت"، الذي زعم أن أنظمة التصويت الأمريكية "تعرضت للخطر بالتأكيد من قبل جهات مارقة، مثل إيران والصين". تم حذف الاسم الحقيقي لـ Spyder من المستندات المقدمة؛ ومع ذلك، كشفت الإشارة المرجعية في الملف عن هويته بأنها جوشوا ميريت، مستشار تكنولوجيا المعلومات. وعلى الرغم من أن ملفات باول تصف ميريت بأنه "خبير استخبارات عسكري" سابق، فإن مركز استخبارات الجيش الأمريكي ذكر أنه لم يعمل قط في الاستخبارات العسكرية ولم يكمل دورة تدريبية في الاستخبارات العسكرية. واعترف ميريت بأن الوصف كان خاطئًا وعزا الخطأ إلى موظفي باول. ومع ذلك، ادعى ميريت أنه أنهى التدريب، وقدم "نسخة غير رسمية" كدليل.
كما قدمت باول إفادة خطية من شخص وصفته بأنه متعاقد استخباراتي سابق لديه معرفة بمؤامرة أجنبية لتقويض الديمقراطية، والذي قالت باول إنه بحاجة إلى البقاء مجهول الهوية لحماية "سمعته ومسيرته المهنية وسلامته الشخصية". حددت صحيفة واشنطن بوست هوية الشخص على أنه مقدم البودكاست المؤيد لترامب تيربسيكور ماراس ليندمان، وأن أجزاء من الإفادة تتطابق مع منشور على مدونة كتبته في نوفمبر 2019. كانت ماراس ليندمان قد خدمت في البحرية لمدة تقل عن عام واحد قبل أكثر من عقدين من الزمن، وفي دعوى مدنية في نوفمبر/تشرين الثاني 2018، اتهمها المدعي العام لولاية داكوتا الشمالية باختلاس أموال من حدث خيري حاولت تنظيمه للاستخدام الشخصي. وأكد ممثلو الادعاء العام أنها بالغت في بياناتها الشخصية واستخدمت أسماء مستعارة متعددة وأرقام الضمان الاجتماعي في "جهد مستمر... لخداع الآخرين". وعندما سئل باول عن قضية ماراس ليندمان، قال لصحيفة واشنطن بوست: "ليس لدي نفس المعلومات التي لديك".

#### أريزونا
رفع باول دعوى قضائية فيدرالية ضد حاكم ولاية أريزونا دوج ديسي ووزيرة خارجية ولاية أريزونا كاتي هوبز ومسؤولي انتخابات آخرين في أريزونا في الثاني من ديسمبر، زاعمًا أن "مراقبي الاقتراع فشلوا في التحقق بشكل كافٍ من التوقيعات على بطاقات الاقتراع، وأن حكام نزاع بطاقات الاقتراع في مقاطعة ماريكوبا كانوا حزبيين، وأن النسخ الاحتياطية لشركة دومينيون لم يكن لها سلسلة حراسة، وأن آلات دومينيون نفسها عانت من أخطاء أثناء تقييمات الولاية". طلب المدعون من المحكمة إلغاء التصديق على نتائج انتخابات أريزونا أو إصدار أمر إلى أريزونا بالتصديق على ناخبي ترامب. في التاسع من ديسمبر/كانون الأول، رفضت قاضية المحكمة الجزئية الأمريكية ديان هوميتيوا القضية بسبب افتقار المدعين إلى الوضع القانوني، وحكمت بأن مزاعم سوء السلوك "تفتقر بشدة إلى أدلة ذات صلة أو موثوقة"، بل إنها "تستند إلى حد كبير على شهود مجهولين، وإشاعات، وتحليل غير ذي صلة لانتخابات غير ذات صلة". وقد أشار القاضي إلى مزاعم الاحتيال التي تم طرحها، وكتب أنها "تفشل في خصوصيتها وإمكانية تطبيقها" وأن النظر في دعوى باول "في هذا التاريخ المتأخر" من شأنه أن يلحق ضرراً "بالغاً وغير مسبوق على الإطلاق" بأكثر من ثلاثة ملايين ناخب في ولاية أريزونا.   وقد قدم باول استئنافًا على رفض الدعوى أمام محكمة الاستئناف الأمريكية للدائرة التاسعة في ديسمبر/كانون الأول، والتي حددت الموعد النهائي لتقديم المذكرة الافتتاحية بعد شهرين من تنصيب الرئيس. وفي ذلك الشهر، قدم باول أيضًا التماسًا طارئًا إلى المحكمة العليا للولايات المتحدة سعياً للحصول على أمر قضائي استثنائي للتدخل في القضية. تم رفض الالتماس دون تعليق في 1 مارس 2021، مما أنهى الأمر.

#### جورجيا
رفع باول ولين وود دعوى قضائية ضد حاكم ولاية جورجيا برايان كيمب ومسؤولين آخرين في الولاية في 25 نوفمبر، زاعمين أن شركة دومينيون للتصويت استخدمت لتزوير الأصوات لصالح بايدن. وطلب المدعون من المحكمة وقف التصديق على نتائج الانتخابات وإصدار أمر إلى كيمب بالتصديق على فوز ترامب في جورجيا. في 29 نوفمبر، أصدر قاضي المحكمة الجزئية الأميركية تيموثي باتن أمرا قضائيا مؤقتا يقضي بإلزام آلات التصويت في مقاطعات كوب وجوينيت وتشيروكي في جورجيا بالحفاظ على بياناتها، بعد أن زعم وود أنه يتعين الاحتفاظ "بهذه المعلومات على أساس محدود للغاية". وقد قدم باول التماسا إلى محكمة الاستئناف الأمريكية للدائرة الحادية عشرة لتوسيع نطاق أمر التقييد. في الرابع من ديسمبر/كانون الأول، رفضت لجنة مكونة من ثلاثة قضاة بالإجماع استئناف باول، مشيرة إلى الفشل في إثبات أن أمر التقييد تسبب في ضرر جسيم. وأشارت اللجنة أيضًا إلى أن الدعوى الأصلية، التي سعى فيها باول أيضًا إلى فحص آلات التصويت، "تأخرت بشكل كبير" بسبب الاستئناف.
وتضمنت أدلة باول في الدعوى القضائية المرفوعة في جورجيا إفادة خطية من رون واتكينز، وهو مدير سابق لموقع 8تشان، وهو الموطن الإلكتروني لحركة كيو أنون. وفي إفادته، ذكر واتكينز أن قراءته لدليل المستخدم عبر الإنترنت لبرنامج Dominion Voting Systems قادته إلى استنتاج مفاده أن تزوير الانتخابات ربما يكون "ضمن نطاق الاحتمال". ولم يقدم واتكينز أي دليل مشروع على الاحتيال. كما زعم باول أن "شهادة من وزير خارجية [جورجيا] مُنحت لشركة دومينيون فوتينج سيستمز ولكنها غير مؤرخة". ومع ذلك، يبدو أن الشهادة المرفقة قد تم تحريرها لإزالة التاريخ؛ الشهادة الفعلية مؤرخة ومتاحة للجمهور.
رفض باتن القضية في حكم صادر عن المحكمة في 7 ديسمبر،  حكم القاضي بأن المدعين ليس لديهم صفة قانونية لرفع القضية، وقد قدموا القضية في وقت متأخر للغاية (حيث تم اعتماد آلات دومينيون قبل أشهر)، كما قدموا القضية في المكان الخطأ، حيث كان المكان المناسب هو محكمة الولاية. وذكر باتن أيضًا أن الإغاثة التي طلبها باول كانت مستحيلة المنال. وقد قدم المدعون استئنافًا (قضية رقم 20-14579)، لقرار باتن في محكمة الاستئناف الأمريكية للدائرة الحادية عشرة في 8 ديسمبر. كما استأنف باول القرار أمام المحكمة العليا الأمريكية، التي رفضت طلبًا بتسريع القضية. أسقطت الدعوى القضائية في 19 يناير 2021، قبل يوم واحد من تنصيب بايدن.
في أغسطس/آب 2022، سعت المدعية العامة لمقاطعة فولتون، فاني ويليس، إلى جعل باول يدلي بشهادته أمام هيئة محلفين كبرى خاصة تشكلت للتحقيق في التدخل غير القانوني المحتمل في الانتخابات. شارك باول في ترتيب جمع البيانات من أنظمة الانتخابات وآلات التصويت في مكتب الانتخابات بالمقاطعة في مقاطعة كوفي الريفية في يناير 2021.
في 19 أكتوبر/تشرين الأول 2023، أقرت باول بالذنب في ست تهم جنحية تتعلق بدورها في محاولة الرئيس السابق وحلفائه تغيير نتيجة الانتخابات في ولاية جورجيا وولايات أخرى. حُكم عليها بقضاء ست سنوات تحت المراقبة (عام واحد لكل تهمة) ودفع غرامة قدرها 6000 دولار، ووافقت على الشهادة ضد المتهمين الآخرين.
في 31 أكتوبر 2023، عرض كبير مسؤولي العمليات في مكتب سكرتير ولاية جورجيا، جابرييل ستيرلنج ، الشيك النهائي للدفعة من باول في مؤتمر صحفي حيث قال إن الشيك يمثل اعترافًا بأن ادعاءات باول ضد آلات التصويت في جورجيا كانت كاذبة. وقال "إذا لم تصدقوا الروايات الثلاث، وإذا لم تصدقوا التحقيقات، وإذا لم تصدقوا قضايا المحكمة، فإن هذا الشيك يظهر لكم أنها تقول، نعم، لقد كذبت".

#### ميشيغان
في 25 نوفمبر، رفع باول دعوى قضائية ضد حاكمة ولاية ميشيغان جريتشن ويتمر ومسؤولين آخرين في الولاية، زاعمًا وجود مجموعة متنوعة من الانتهاكات لقانون الانتخابات، وطلب من المحكمة إلغاء التصديق على نتائج انتخابات الولاية أو التصديق عليها لصالح ترامب. في الدعوى القضائية، قدم باول إعلان شاهد بأن جو بايدن "حصل على أكثر من 100٪ من الأصوات" في مقاطعة إيديسون؛ ومع ذلك، لا توجد مقاطعة إيديسون في ميشيغان أو أي ولاية أمريكية أخرى.  توجد بلدة إيديسون في ولاية مينيسوتا، مما أدى إلى التكهن بأن المعلومات قد تم أخذها مرة أخرى من قائمة مناطق مينيسوتا.
في السابع من ديسمبر، رفضت قاضية المحكمة الجزئية الأمريكية ليندا في باركر طلب الإغاثة، مشيرة إلى أن المدعين لم يقدموا سوى "نظريات وتخمينات وتكهنات" حول احتمال تبديل الأصوات. وأعلن القاضي أيضًا أن "السفينة قد أبحرت" بالنسبة لمعظم الإغاثة التي طلبها المدعون، في حين أن الباقي "خارج سلطة أي محكمة". وعلاوة على ذلك، كتب باركر أن الإغاثة المطلوبة من شأنها أن "تضر بالمصلحة العامة بشكل كبير" وشعر أن دافع المدعين لرفع القضية لم يكن الفوز، بل زعزعة "إيمان الناس بالعملية الديمقراطية وثقتهم بحكومتنا". وقد قدم باول استئنافًا على القرار أمام محكمة الاستئناف الأمريكية للدائرة السادسة، وكذلك أمام المحكمة العليا الأمريكية، التي رفضت طلبًا بمراجعة سريعة للقضية. وطالبت مدينة ديترويت بفرض عقوبات على المدعين في القضية وكذلك محاميهم، وطالبت بشطب باول والمحامين الآخرين من نقابة المحامين بسبب "محاولة استخدام إجراءات هذه المحكمة لإثبات نظريات المؤامرة الخاصة بهم". في 28 يناير 2021، قدم المدعي العام لولاية ميشيغان، دانا نيسل، اقتراحًا مماثلًا، متهمًا باول وثلاثة محامين من ميشيغان بانتهاك قسمهم من خلال محاولة إلغاء فوز بايدن. في الأول من فبراير 2021، تقدم نيسل، إلى جانب حاكمة ولاية ميشيغان ويتمر ووزيرة خارجية ولاية ميشيغان جوسلين بنسون، بشكاوى إلى نقابة المحامين في ولاية تكساس سعياً إلى شطب باول من نقابة المحامين.
خلال جلسة استماع في يوليو2021 للنظر في فرض عقوبات على باول ومحامين آخرين بسبب أنشطتهم في ميشيغان، ناقش باركر مئات الصفحات من الادعاءات التي قدمها آخرون والتي قدمها المحامون للمحاكم، والتي تضمنت فردًا يدعي أنه شهد تغيير عمال الاقتراع للأصوات من ترامب إلى بايدن. ولم يستجب أي من المحامين عندما سألهم باركر عما إذا كانوا قد تحدثوا إلى الشاهد للتحقق من ادعاءاتهم.
في 25 أغسطس 2021، حكم القاضي باركر بأن باول، و إل. لين وود، وسبعة محامين آخرين مؤيدين لترامب رفعوا الدعوى "بسوء نية ولغرض غير لائق"؛ وأن دعواهم كانت "إساءة تاريخية وعميقة للعملية القضائية"؛ وأنهم رفعوا "دعاوى قضائية لا أساس لها من الصحة وتافهة من أجل تقويض الثقة العامة في العملية الديمقراطية". أمرت المحكمة بدفع أتعاب المحاماة لمدينة ديترويت وولاية ميشيغان لتعويضهم عن تكاليف الدفاع ضد الدعوى، وأحالتهم إلى نقابات المحامين في ولاياتهم للتحقيق في الانتهاكات الأخلاقية، والتي قد تؤدي إلى الشطب من نقابة المحامين.
في 4 نوفمبر 2021، عقدت نقابة المحامين في تكساس جلسة تحقيق مغلقة لبدء عملية تحديد العقوبات المحتملة أو الشطب من نقابة المحامين لباول. في 2 ديسمبر 2021، أمر القاضي باركر باول وود ومحامي "كراكن" الآخرين بدفع مبلغ 175250 دولارًا أمريكيًا إلى مدينة ديترويت وولاية ميشيغان.

#### ويسكونسن
رفع باول دعوى قضائية فيدرالية ضد لجنة الانتخابات في ولاية ويسكونسن في الأول من ديسمبر، مدعيا أن شركتي أنظمة التصويت دومينيون وسمارت ماتيك تم استخدامهما في حشو بطاقات الاقتراع إلكترونيا والتلاعب بالأصوات لصالح جو بايدن. وطالبت الدعوى القضائية المحكمة بإلغاء نتائج الانتخابات في الولاية أو إعلان دونالد ترامب الفائز في الولاية. وطالبت الدعوى القضائية عن طريق الخطأ بإصدار لقطات فيديو من مركز تصويت في ميشيغان وأشارت بشكل خاطئ إلى الانتخابات في جورجيا والهيئة التشريعية لولاية جورجيا. أصدرت قاضية المحكمة الجزئية الأمريكية باميلا بيبر أمرًا في الثاني من ديسمبر/كانون الأول مشيرة إلى أنه في حين تم طلب أمر قضائي "سريع"، فإن الملفات الأولية لم "تشير إلى ما إذا كان المدعون يطلبون من المحكمة التصرف بشكل أسرع أو لماذا"، ولم تطلب جلسة استماع أو تقترح جدولًا للإحاطة. في التاسع من ديسمبر/كانون الأول، رفض بيبر القضية، وكتب أن "المحكمة الفيدرالية ليس لديها سلطة أو اختصاص لمنح الإغاثة التي يسعى إليها المدعي المتبقي"، وأن التقاضي نيابة عن المدعي كان "غريبًا في بعض الأحيان ومضطربًا في كثير من الأحيان" وفي النهاية فشل في إثبات سبب ملاءمة القضية الفيدرالية. كما ذكر بيبر مرارًا وتكرارًا أن المدعي ليس لديه صفة قانونية لرفع القضية وخلص إلى أن منح الإغاثة سيكون غير دستوري. وبعد ذلك تقدمت باول بطلب للحصول على أمر قضائي من المحكمة العليا الأمريكية، التي رفضت التماسها في الأول من مارس/آذار 2021، لإنهاء الدعوى القضائية؛ وقالت باول إن قرار المحكمة "يكمل انهيار كل من فروع حكومتنا الثلاثة إلى أنقاض حفرة من الفساد".

#### دعاوى التشهير ضد باول
أرسلت شركة أنظمة التصويت دومينيون خطابًا إلى باول في 16 ديسمبر 2020، تطالبها فيه بالتراجع علنًا عن مزاعمها التي لا أساس لها من الصحة بشأن الشركة. وبعد فترة وجيزة، أصدر فريق ترامب القانوني تعليمات لعشرات من أعضاء الموظفين بالحفاظ على جميع الوثائق المتعلقة بدومينيون وباول وآخرين لأي دعوى قضائية مستقبلية. أرسلت شركة سمارت ماتك خطاب طلب مماثل إلى منافذ التلفزيون المحافظة، وفي غضون أيام، قامت Fox News، وشبكتها الشقيقة Fox Business، بالإضافة إلى مقاطع بثتها Newsmax بالتراجع عن مزاعم المؤامرة التي روجت لها سابقًا.
في 8 يناير 2021، رفعت شركة دومينيون دعوى قضائية ضد باول بتهمة التشهير وطالبت بتعويضات تزيد عن 1.3 مليار دولار. في 4 فبراير 2021، رفعت شركة سمارت ماتك دعوى تشهير اتهمت فيها باول وفوكس نيوز وبعض المضيفين في فوكس نيوز ورودي جولياني بالانخراط في "حملة تضليل" ضد الشركة، وطالبت بتعويضات قدرها 2.7 مليار دولار. في مارس 2022، رفض أحد قضاة المحكمة العليا لولاية نيويورك مزاعم الشركة ضد باول لأسباب قضائية؛  ومع ذلك، كانت الشركة قد رفعت بالفعل دعوى قضائية ثانية في واشنطن العاصمة تحسبًا لحكم نيويورك.
في 22 مارس 2021، قدم المحامون الذين يدافعون عن باول ضد دعوى دومينيون طلبًا لرفض الدعوى. وزعموا أنه "لا يمكن لأي شخص عاقل أن يستنتج أن التصريحات [التي أدلى بها باول بشأن انتخابات 2020] كانت في الواقع بيانات واقعية". وبدلاً من ذلك، "كان من الواضح للأشخاص المعقولين أن ادعاءات باول كانت مجرد آراء ونظريات قانونية"، كما زعم المحامون. وعلاوة على ذلك، زعم المحامون أن دومينيون لم تتمكن من إثبات أن باول اتخذت هذا الإجراء "بسوء نية حقيقي"، لأنها "صدقت الادعاءات آنذاك وهي تصدقها الآن". في 11 أغسطس 2021، رفض القاضي كارل نيكولز هذا الاقتراح برفض الدعوى. أمر جدولة تم تقديمه في الأول من مارس 2022، لدعوى دومينيون ضد باول والدعاوى القضائية الموازية ضد رودي جولياني، يدعو إلى تقديم الإيداعات والطلبات التمهيدية للمحاكمة حتى سبتمبر 2023.
رفع رجل الأعمال الفنزويلي ماجد خليل دعوى قضائية ضد باول وفوكس نيوز ولو دوبس بمبلغ 250 مليون دولار في ديسمبر 2021، زاعمًا أنهم تورطوا معه زورًا في تزوير آلات دومينيون وسمارتماتيك. تم تسوية الدعوى خارج المحكمة مقابل مبلغ لم يتم الكشف عنه في أبريل 2023.

#### كيو أنون
وُصف باول من قبل بعض المصادر بأنه مؤيد لنظرية مؤامرة كيو أنون، وهي نظرية مؤامرة يمينية متطرفة تزعم أن عصابة من المتحرشين بالأطفال الذين يعبدون الشيطان تدير حلقة عالمية للاتجار بالأطفال جنسياً وتتآمر ضد الرئيس السابق دونالد ترامب، الذي يحارب العصابة.  في يناير 2020، أنكرت باول معرفتها بـ كيو أنون؛ وفي وقت لاحق من ذلك العام، أعادت تغريد حسابات كيو أنون الرئيسية والعبارات الشائعة وظهرت في عروض كيو أنون على YouTube.  عند مغادرته للفريق القانوني لترامب، احتضن أتباع كيو أنون باول، حيث أصيب العديد منهم بالإحباط لأن سنوات من التنبؤات بفوز ترامب الساحق والكشف القادم عن أعدائه لم تتحقق.  في 8 يناير 2021، قام تويتر بتعليق حسابات باول ومايكل فلين وآخرين بشكل دائم. وجاء في بيان صادر عن تويتر أن هذا التطور يتوافق مع سياساتهم بشأن "الأنشطة الضارة المنسقة".
في مايو 2021، كان باول (إلى جانب لين وود ومايكل فلين ) المتحدث الرئيسي في مؤتمركيو أنون في دالاس، تكساس .

#### عريضة نقابة المحامين في تكساس ضد باول
في الأول من مارس 2022، قدمت لجنة الانضباط للمحامين التابعة لنقابة المحامين في تكساس التماسًا تأديبيًا إلى المحكمة ضد باول، زاعمة أنها انتهكت العديد من قواعد السلوك المهني، مثل تلك المتعلقة بالإدلاء بتصريحات كاذبة أمام المحكمة، واستخدام أدلة معروفة بأنها كاذبة، والانخراط في عدم الأمانة أو الاحتيال أو الخداع أو التزوير. في 23 فبراير 2023، رفضت القاضية أندريا بوريسا من المحكمة الجزئية 471 الالتماس، على أساس فشل اللجنة في تلبية عبء إثبات أن باول قد انتهك بالفعل قانون قواعد سلوك المحامين في تكساس. وفي قرارها، وبخت القاضية اللجنة أيضًا لعدم "وضع العلامات المناسبة" على المعروضات في ملفها، مما أدى إلى النظر في اثنين منها فقط.

## جمع التبرعات السياسية
في نوفمبر 2020، أنشأ باول صندوق الدفاع القانوني للجمهورية الأمريكية، وهي منظمة غير ربحية، تهدف إلى جمع الأموال للمساعدة في مقاضاة الاحتيال في الانتخابات الأمريكية.
أطلق باول حملة "استعادة الجمهورية"، وهي لجنة عمل سياسي فائقة، في يناير 2021. في نوفمبر/تشرين الثاني 2021، ذكرت صحيفة واشنطن بوست أن المدعين الفيدراليين في سبتمبر/أيلول السابق أصدروا أمر استدعاء للحصول على السجلات المالية للمجموعات التي شكلها باول، بما في ذلك منظمة الدفاع عن الجمهورية، التي تم تسجيلها كمنظمة رعاية اجتماعية ، ولجنة عمل سياسي تحمل الاسم نفسه. بعد أيام من الانتخابات، أنشأت باول موقعًا على الإنترنت لجمع الأموال لمنظمتها الجديدة، في إشارة إلى "صندوق الدفاع القانوني لسيدني باول"، وطلبت من المتبرعين تحرير الشيكات باسم شركتها القانونية. وذكرت صحيفة «ديلي بيست» أن مجلس إدارة المنظمة كان يضم في البداية مايكل فلين ولين وود ، وباتريك بيرن كرئيس تنفيذي. غادر الجميع المنظمة في أبريل 2021 بعد أن رفض باول السماح بمراجعتها. في مكالمة هاتفية مسجلة مع وود، والتي أكد بايرن صحتها، ادعى بايرن أن باول كانت تحول التبرعات لدفع تكاليف دفاعها القانوني ضد دعاوى التشهير. جمعت حملة الدفاع عن الجمهورية 16.4 مليون دولار في العام التالي للانتخابات. أنفقت المجموعة ملايين الدولارات لتمويل الدفاع القانوني عن المتهمين في السادس من يناير/كانون الثاني؛ وقد أدت نفقاتها، فضلاً عن التبرعات المخفضة، إلى تقليص النقد المتاح لدى DTR بشكل كبير، ولكن لا يزال لديها أكثر من 5 ملايين دولار اعتبارًا من نوفمبر/تشرين الثاني 2022. باعتبارها مجموعة ذات أموال مظلمة، لا يُطلب من منظمة الدفاع عن الجمهورية الكشف عن مانحيها.

## التهم الجنائية والإقرار بالذنب
كجزء من محاكمة دونالد ترامب في جورجيا ، وجهت لها هيئة محلفين كبرى في 14 أغسطس 2023 اتهامات بانتهاك قانون المنظمات المتأثرة بالابتزاز والفساد في جورجيا (RICO) إلى جانب 18 متآمرًا مزعومًا آخر، بما في ذلك ترامب نفسه. كما وجهت إليها تهمتان بالتآمر لارتكاب احتيال انتخابي؛ وتهمة واحدة بكل من المؤامرات التالية لارتكاب: سرقة الكمبيوتر، والتعدي على الكمبيوتر، وانتهاك الخصوصية عن طريق الكمبيوتر، والاحتيال على الدولة - بإجمالي سبع تهم جنائية. سلمت باول نفسها في سجن مقاطعة فولتون في 23 أغسطس 2023.
في 19 أكتوبر 2023، أقرت باول بالذنب في ست تهم جنحية تتعلق بدورها في محاولات ترامب لقلب الانتخابات ودورها في خرق أمن المعدات الانتخابية في مقاطعة كوفي، جورجيا. وافقت على الحكم عليها بالسجن لمدة ست سنوات مع وقف التنفيذ، وغرامة قدرها 6000 دولار، وتعويض قدره 2700 دولار، وكتابة خطاب اعتذار لشعب جورجيا. وستشهد أيضًا في قضايا أخرى. في غضون أسبوع، ادعى ترامب أن باول "ليس محاميي، ولم يكن كذلك أبدًا"، على الرغم من تصريحه على تويتر في نوفمبر 2020 بأن "سيدني باول ... [أُضيف] إلى محامينا وممثلينا الرائعين الآخرين".
وقد تم تحليل إقرار باول بالذنب بشكل عام في وسائل الإعلام الأمريكية على أنه انتصار كبير للمدعين العامين ضد ترامب وشركائه. وأشار آلان فوير وماجي هابرمان من صحيفة نيويورك تايمز إلى أن باول كانت المرة الأولى التي يتعاون فيها المدعون العامون مع متآمر رئيسي في محاولات ترامب لقلب الانتخابات. وأشار كلاهما أيضًا إلى إمكانية أن يؤدي إقرار باول بالذنب إلى إضفاء الشرعية على اتهامات جنائية أخرى ضد شخصيات أخرى متورطة في قضايا الابتزاز في جورجيا والاتهامات الفيدرالية التي وجهها جاك سميث ضد ترامب وشركائه. وقد رددت مجلة أتلانتيك هذه المخاوف، حيث قارن الصحفي ديفيد أ. جراهام العلاقة بين إقرار باول والشخصيات الأخرى المتهمة في قضية الابتزاز في جورجيا بمعضلة السجين .  على نحو مماثل، رأى المحلل في شبكة CNN مارشال كوهين أن إقرار باول بالذنب يحمل القدرة على تجريم أي شخص عمل مع باول خلال محاولات قلب الانتخابات، على الرغم من أن كوهين قال إن صفقة الإقرار بالذنب في جورجيا قد تفتح الباب أمام مقاضاة باول من قبل جاك سميث واتفاقية إقرار بالذنب الثانية المحتملة معه، حيث يُشار إليها باعتبارها متآمرة غير متهمة. وبدلاً من ذلك، قال مراسل قناة بي بي إس نيوز في جورجيا ستيفن فاولر إن شهادة باول قد تكون غير موثوقة، واستشهد بتأكيد محامي ترامب على أن شهادة باول من شأنها تبرئة الرئيس السابق.

## كتبه
كتب باول مقالات رأي لصحيفة نيويورك أوبزرفر ، وصحيفة ديلي كولر ، وصحيفة ذا هيل ، ومجلة ناشيونال ريفيو، وفوكس نيوز، والمؤسسات الإعلامية ومنتجي المحتوى المحافظين. وقد ألفت كتابين منشورين:
- باول، سيدني ك. (1 مايو 2014). مرخص للكذب: فضح الفساد في وزارة العدل. كتب براون. رقم ISBN 978-1-61254-149-5. OCLC 870288205.[1]

- باول، سيدني ك.؛ سيلفرجليت، هارفي أ. (18 فبراير 2020). آلة الإدانة: الوقوف في وجه إساءة استخدام الادعاء الفيدرالي. كتب إنكونتر. رقم ISBN 978-1-59403-803-7. OCLC 1104857327.

بالإضافة إلى ذلك، قامت بنشر العديد من المقالات الصحفية حول ممارسة القانون. وتشمل الأمثلة ما يلي:
- باول، سيدني (1988). "الاختصاص الفيدرالي في الاستئنافات الجنائية - الأوامر القابلة للاستئناف في الدائرة الخامسة". مراجعة قانون تكساس للتكنولوجيا. 19 (3): 1003-1028.
- باول، سيدني (1990). "الاستئنافات الفيدرالية في الدائرة الخامسة: نصائح للممارس في تكساس". مراجعة قانون بايلور. 42 (1): 97-140.
- جابرييل، هنري د؛ باول، سيدني (1994). دليل الممارسة الاستئنافية الفيدرالية: الدائرة الخامسة. روتشستر، نيويورك: دار النشر التعاونية للمحامين. OCLC 30772185.

## الحياة الشخصية والمشاريع الأخرى
لدى باول ابن من زواج انتهى بالطلاق "منذ عقود من الزمن". في عام 2004، أسست منظمة غير ربحية لضحايا العنف المنزلي. شاركت في العمل التطوعي في ملاجئ النساء والجمعيات الخيرية الأخرى. لم يتذكر الأشخاص الذين تعاملوا معها في تلك المنظمات باول باعتبارها "محافظة متشددة أو حتى سياسية للغاية". عمل باول كمنتج تنفيذي في الدراما التي صدرت عام 2013 بعنوان فك رموز آني باركر، حيث قدم التوجيه للمساعدة في طرح الفيلم تجاريًا. يحكي الفيلم قصة آني باركر، واكتشاف جين سرطان الثدي BRCA1. أشرف باول على عروض جمع التبرعات للفيلم الذي جمع ما يقرب من مليون دولار للجمعيات الخيرية لمكافحة سرطان الثدي.